# 三重県立津西高等学校
三重県立津西高等学校（みえけんりつ つにしこうとうがっこう）は、三重県の公立高等学校。通称は西高（にしこう）、津西（つにし）。

## 概略
中部学区中勢地域の県立進学校。学校群制度の廃止以後は地元国公立大学への進学志向が強くなり、合格者数は地元の国立大学である三重大学が最多。自由な校風で、開校以来一度も制服が制定されていない。
教育方針
1. 個性豊かな人格の形成
2. 生徒個々の能力の伸長
3. 健全な心身の育成

## 歴史
- 1974年（昭和49年） - 学校群制度の開始に伴い、三重県立津高等学校との第2群を編成するために創立
- 1995年（平成7年） - 三重県立津高等学校との学校群制度廃止。普通科に「語学・人文」「自然科学」の2コース設置
- 2000年（平成12年） - 「語学・人文」「自然科学」の2コースを統合し、「国際科学科」設置
- 2007年（平成19年） - スーパーサイエンスハイスクールに指定（指定期間は5年間）

## 学科
- 国際科学科[1] - 定員は80人。2009年度より前期選抜が実施されており、80人の定員のうち約40人が前期選抜で選抜されている。
- 普通科 [2]- 定員は240人。全て後期選抜で選抜されている。

## 交通
- 近鉄及びJR津駅西口よりバス約10分、徒歩約40分

郊外部の丘の上に立地しているので、三重交通による通学バスの運行がある。

## 部活動
運動部は男子ソフトボール部が多くの実績を残し、インターハイや全国大会にもほぼ毎年出場している。H15長崎総体ではベスト16、千葉総体ではベスト8の成績を残した。
野球部も甲子園めざし活動をしている。最高位は夏県準優勝、春季大会準優勝、秋季大会3位等。ナイター設備付きの野球部専用グラウンドがある。
最近では剣道部も実績を伸ばし、女子が2年連続全国大会出場を果たしている。
県下（参加校2校）で珍しい女子サッカー部もあり、2008年度新人大会において三重高校との合同チームで参加し優勝している。
ダンス部の活動用にダンス場がある。男子サッカー部も2017年度2部リーグの結果、2018年度は創部史上初の県1部リーグの参加が決定した。
吹奏楽部は朝日コンクール、アンサンブルコンテスト、ソロコンテストで金賞を受賞している強豪校である。
運動部
- 剣道部(男女)
- 硬式野球部（男）
- テニス部(男女)
- ソフトテニス部(男女)
- サッカー部(男女)
- ソフトボール部（男）
- 卓球部（男女）
- バスケットボール部(男女)
- バドミントン部(男女)
- バレーボール部(男女)
- ハンドボール部（男女）
- ラグビー部（男）
- 陸上競技部（男女）
- ダンス部

文化部
- 映画・アニメ研究部
- 放送部
- 演劇部
- 吹奏楽部
- 園芸部
- 新聞部
- オリジナルソング部
- 華道部
- 茶道部
- コンピューター部
- 写真部
- クッキング部
- ESS
- 書道部
- 生物部
- 地歴部
- 天文部
- 美術部
- 文芸部
- 邦楽部

## 学校行事
- 入学式（4月）
- 遠足（4月）
- 体育祭（6月）
- スポーツ大会（7・3月）
- 学習合宿（1年生・8月）
- 大学見学（1年生・9月）
- 津西1日総合大学（2年生・9月）
- 西高祭（9月）
- 修学旅行（2年生・9月）
- 百人一首大会（図書館・1月）
- 卒業式（3月）

## 主な出身者
- 阿部成寿 - 朝日放送アナウンサー
- 水分貴雅 - CBCテレビアナウンサー
- 瀧裕司 - 三重エフエム放送アナウンサー
- 山崎雄樹 - 熊本放送アナウンサー→フリーアナウンサー
- 日々野真理 - フリーアナウンサー
- 安田拓人 - 京都大学大学院法学研究科教授
- 藤神敬也 - 歌手、作曲家、編曲家
- 益川浩一 - 岐阜大学准教授（教育学者）
- 中村麻美 - 日本画家
- いとうあこ - グラビアアイドル
- やない由紀 - タレント
- 太田達也 - 慶應義塾大学法学部教授
- 嶋本薫 - 早稲田大学理工学術院教授
- ピロリ前田 - お笑い芸人
- あつ - シンガーソングライター
- 森寛弘 - 実業家
- 森川善樹 - 労働・厚生労働官僚